# Tomb Raider IV–VI Remastered
Tomb Raider IV–VI Remastered est une compilation de jeux d'action-aventure sortie en 2025, développée et éditée par Aspyr. Cette collection regroupe trois titres remasterisés de la série Tomb Raider, initialement créés par Core Design : Tomb Raider : La Révélation finale (1999), Tomb Raider : Sur les traces de Lara Croft (2000) et Tomb Raider : L'Ange des ténèbres (2003).
Le développement de Tomb Raider IV–VI Remastered a débuté après la sortie de Tomb Raider I–III Remastered (2024), l'équipe ayant intégré les retours des joueurs. Elle a veillé à préserver l'ambiance plus sombre de ces trois opus tout en les modernisant. Pour L'Ange des ténèbres, plusieurs éléments coupés à l'origine ont été restaurés, incluant des répliques vocales et des mécaniques de jeu.
Sortie le 14 février 2025 sur Nintendo Switch, PlayStation 4, PlayStation 5, Windows, Xbox One et Xbox Series, la compilation a reçu des critiques mitigées de la part des médias spécialisés.

## Système de jeu
Tomb Raider IV–VI Remastered est une collection de remasters de trois jeux de la série Tomb Raider : Tomb Raider : La Révélation finale, Tomb Raider : Sur les traces de Lara Croft et Tomb Raider : L'Ange des ténèbres. Comme dans les précédents titres Tomb Raider, chaque jeu met en scène l'archéologue-aventurière Lara Croft explorant divers lieux à la recherche d'artefacts anciens, le tout présenté en vue à la troisième personne,,.
Comme dans les jeux originaux, Lara est équipée par défaut de deux pistolets avec des munitions infinies. Elle peut courir, marcher (ce qui l'empêche de tomber des rebords), regarder autour d'elle, grimper, se balancer en utilisant des surfaces aériennes appropriées, ramper dans des espaces étroits, rouler et sauter par-dessus des obstacles. La remasterisation conserve intégralement ces mécaniques de gameplay tout en améliorant leur rendu visuel,,.

## Développement
Tomb Raider IV–VI Remastered est co-développé par Saber Interactive et Aspyr. Les deux studios avaient déjà collaboré sur Tomb Raider I–III Remastered, une collection remasterisant les trois premiers jeux Tomb Raider de Core Design, réalisée en partenariat avec Crystal Dynamics,. Aspyr avait dès le départ l'intention de remasteriser l'intégralité des Tomb Raider de l'ère Core Design, et le succès critique et commercial du premier remaster n'a fait que conforter cette décision.
L'équipe a soigneusement pris en compte les retours des joueurs, enrichissant notamment les options du mode photo et permettant de basculer vers les graphismes originaux. La collection inclut également le niveau « Times Exclusive », un contenu promotionnel rare initialement publié pour La Révélation finale. Selon Matthew Ray, directeur de marque chez Aspyr, l'équipe a adopté une « approche unique » pour les améliorations graphiques, ces trois opus se distinguant par une atmosphère plus sombre et un récit plus dense que les précédents. L'objectif était d'embellir et d'enrichir les visuels tout en préservant l'identité artistique originale.
Pour L'Ange des Ténèbres, de nombreux ajouts ont été effectués : restauration d'éléments de jeu coupés, de zones inédites, de répliques vocales supprimées, ainsi que de capacités spéciales pour le personnage secondaire Kurtis Trent. Bien avant la sortie de la première compilation, Chris Bashaar, directeur de production chez Aspyr, avait exprimé dans une interview leur volonté de poursuivre les remasters.
Le jeu a été officiellement dévoilé par Crystal Dynamics et Aspyr le 11 octobre 2024, avec une sortie prévue le 14 février 2025 sur Nintendo Switch, PlayStation 4, PlayStation 5, Windows, Xbox One et Xbox Series,.

## Accueil
Tomb Raider IV–VI Remastered a reçu des critiques « mitigées ou moyennes » de la part des critiques, selon le site d'agrégation de critiques Metacritic,,. OpenCritic a déterminé que 50 % des critiques ont recommandé le jeu.